# 琴川あみ
琴川 あみ（ことかわ あみ、1999年7月16日 - ）は、日本のアイドル、元謎解きクリエイター。アイドルグループ「FULIT BOX」のメンバー兼リーダーであり、「LOVEbite」の元メンバー。愛称は「あみちゃ」、「あみんこ」。

## 略歴
2019年2月28日、新宿Zirco tokyoにて行われたイベント「牧野あやみ生誕祭」でアイドルグループ「LOVEbite」のメンバー「鈴森あみ」としてお披露目。担当カラーは「もちもちイエロー」
2019年7月13日、新宿Zirco tokyoにて初の冠イベント「鈴森あみ生誕祭」を開催。
2019年9月14日～28日、新宿シアターモリエールにて行われた舞台「スリーアウト!～サヨナラ編～」で舞台デビュー。
2020年10月3日、大塚HeartsNextにて同じグループの美澄ささらとの合同生誕祭「ぴよぴよささちゃん生まれたよ」＆「あみちゃ先生大☆爆☆誕」を開催。
2021年3月、アイドルグループ「LOVEbite」としての活動を終了。
2022年3月、お茶の水女子大学を卒業。
2023年2月27日、漆間あやみ生誕祭2023にてサプライズゲストとしてステージに登場。
2024年5月15日、「FULIT BOX」のメンバーとしてお披露目。担当カラーは引き続き、イエロー。
2024年11月、これまで勤めていた会社を退社したことを報告。

## 人物
- 富山県出身[12]。
- O型で一人っ子。
- 趣味は謎解き、裁縫、アイドルの追っかけ、インターネットサーフィンなど。
  - 自身が所属していた「LOVEbite」の一部衣装も自身が作成した[13]。また、一部楽曲の振り付けも担当していた。
  - 大学卒業後、謎解き作成会社に就職した。
- 好きな食べ物は白いご飯、お刺身。
  - 花粉症のアレルギー検査をしたところ、エビと豚肉にアレルギーがあることが判明した。[14]
- 普通自動車免許を所持している[15]。
- 大戸屋やカラオケまねきねこでアルバイトをしていたことがある[16]。
- アイドルを好きになったきっかけは「私立恵比寿中学」[17]。
  - 過去にアイドルグループ「アキシブproject」の公開オーディションに参加していた他、ユニドルにも参加していた事を公言している。
- あみちゃ先生の名でLINEスタンプを作成している[18]。
- Lovebite時代、メンバーで唯一、お披露目から解散ライブまで休むことなくステージに立ち続けた[19]。
- めんどくさがりな一面があり、特に「洗濯」に関してはLovebite時代の約2年間に12回もの関連ツイートを行っている[20]。